# Charlton Athletic FC
Charlton Athletic FC is een Engelse voetbalclub, uitkomend in de EFL Championship en opgericht in juni 1905. Ze spelen in stadion The Valley in Charlton in zuidoost Londen. De grootste rivaal van Charlton Athletic is het nabij gelegen Millwall.

## Geschiedenis
Rondom de Tweede Wereldoorlog was Charlton een van de betere teams in de hoogste divisie van het Engelse voetbal, met een grote aanhang. Vlak na de Tweede Wereldoorlog was The Valley dan ook het grootste voetbalstadion van Engeland. In 1957 werd Jimmy Seed, de trainer van Charlton sinds 1932, ontslagen. Vlak daarna degradeerde Charlton uit de hoogste divisie. In 1972 degradeerde de club nog verder.
De jaren daarop speelde Charlton afwisselend in de toenmalige Second Division en Third Division. In deze tijd werd de club minder populair. In 1984 kwamen financiële problemen aan het licht en werd de club onder curatele gesteld. Wel promoveerde de club tegen de verwachtingen in, maar deze wedstrijden op het hoogste niveau werden niet meer op The Valley  gespeeld.
Rond deze tijd moest Charlton ook een aantal jaar in andere stadions spelen. Eerst op Selhurst Park, van Crystal Palace, daarna op Upton Park van West Ham United, omdat de voormalig eigenaar geen heil meer zag in investeringen in The Valley en deze wilde verkopen aan een projectontwikkelaar. Zover kwam het niet.
In 1992 speelde de club weer op een vernieuwde en verbeterde Valley en onder leiding van trainer Alan Curbishley promoveerde de club in 1998 weer naar de Premier League. Ze degradeerden meteen weer, maar kwamen in 2000 ook weer meteen terug en konden zich dan wel voor langere tijd vestigen.
In het seizoen 2006/07 ging het niet zo goed. Trainer Iain Dowie werd ontslagen en opgevolgd door Les Reed. Ook hij kreeg de motor niet op gang en werd na 41 dagen eveneens ontslagen. Reed werd opgevolgd door Alan Pardew, die een degradatie echter niet kon vermijden. Nauwelijks twee jaar later kreeg de club een nieuwe tegenslag te verwerken door afgetekend laatste te eindigen in de Championship. In het seizoen 2011/12 won het de League One, waarna Roland Duchâtelet de club overnam. Trainer, en de zeer populaire voormalig speler, Chris Powell werd ontslagen en opgevolgd door José Riga. Die werd in mei 2014 op zijn beurt opgevolgd door zijn landgenoot Bob Peeters, die in januari 2015 weer mocht vertrekken. Peeters werd vervangen door Guy Luzon die op zijn beurt werd ontslagen in oktober 2015 en opgevolgd door Karel Fraeye. Die moest op zijn beurt in januari weer plaatsmaken voor José Riga. Onder zijn leiding eindigde Charlton Athletic op de 22ste plaats in het seizoen 2015/16, waardoor degradatie naar de League One een feit was.
In het seizoen 2016/17 eindigde de club anoniem in de middenmoot onder leiding van de inmiddels aangesteld manager Karl Robinson, die voor het seizoen 2017/18 ambitieuze plannen had, maar in maart 2018 bij een teleurstellende plaats in de middenmoot, werd het contract met Robinson ontbonden. Assistent Lee Bowyer nam het over en bracht The Addicks met een geweldige eindrun toch nog op een play-off positie. In deze nacompetitie strandde Charlton uiteindelijk in de halve finale op Shrewsbury Town. Oud-Charltonspeler en -international Bowyer werd begin van het seizoen 2018-2019 officieel aangesteld als manager van de club met als doel promotie. De club eindigde als derde maar via de nacompetitie lukte het alsnog om te promoveren na winst in een spectaculaire play off-finale tegen Sunderland.
In januari 2020 kwam er het goede nieuws voor de fans, die een jarenlange strijd voerden tegen de Belgische eigenaar Duchâtelet. De club werd verkocht aan een consortium uit Abu Dhabi met sjeik Tahnoon Nimer, van wie flinke investeringen in spelers en club werden verwacht. Het bleek op een deceptie uit te lopen en na een interne ruzie binnen het consortium met de door hen bij de club aangestelde director of football, werd er geen cent meer in de club gestoken en leek een nieuwe verkoop de enige redden. De nieuwe koper die daarop het roer wilde overnemen kreeg echter te maken met grote weerstand van de fans en de voetbalbond gaf geen goedkeuring om de club te runnen. De Deen Thomas Sandgaard kocht in september tot ieders opluchting de club en heeft met diverse investering in de organisatie en in spelers daadwerkelijk ook zijn ambities laten blijken: zo snel mogelijk Charlton weer terugbrengen op het hoogste voetbalniveau. Op 25-05-2025 won Charlton de Play-off finale tegen Leyton Orient FC met 1-0 op Wembley, goed voor promotie naar de EFL Championship.

## Erelijst
- FA Cup: 1947

## Selectie 2019/2020
| Keepers       |                       |            |
| 1             | Dillon Phillips       | Engeland   |
| 13            | Ben Amos              | Engeland   |
| 30            | Ashley Maynard-Brewer | Australië  |
| Verdedigers   |                       |            |
| 2             | Adam Matthews         | Wales      |
| 3             | Ben Purrington        | Engeland   |
| 4             | Adedeji Oshilaja      | Engeland   |
| 5             | Tom Lockyer           | Wales      |
| 6             | Jason Pearce          | Engeland   |
| 12            | Lewis Page            | Engeland   |
| 20            | Chris Solly           | Engeland   |
| 23            | Naby Sarr             | Frankrijk  |
| Middenvelders |                       |            |
| 7             | Jonathan Williams     | Wales      |
| 8             | Jake Forster-Caskey   | Engeland   |
| 15            | Darren Pratley        | Engeland   |
| 19            | Albie Morgan          | Engeland   |
| 21            | Beram Kayal           | Israël     |
| 24            | Josh Cullen           | Ierland    |
| 28            | Sam Field             | Engeland   |
| 29            | Erhun Oztumer         | Turkije    |
| 32            | George Lapslie        | Engeland   |
| Aanvallers    |                       |            |
| 9             | Lyle Taylor           | Montserrat |
| 10            | Chuks Aneke           | Engeland   |
| 18            | Andre Green           | Engeland   |
| 17            | Macauley Bonne        | Zimbabwe   |
| 26            | Tomer Hemed           | Israël     |

## Eindklasseringen vanaf 1946/47
- 1947 19e
First Division
- 1948 13e
First Division
- 1949 9e
First Division
- 1950 20e
First Division
- 1951 17e
First Division
- 1952 10e
First Division
- 1953 5e
Second Division
- 1954 9e
First Division
- 1955 15e
First Division
- 1956 14e
First Division
- 1957 22e
First Division
- 1958 3e
Second Division
- 1959 8e
Second Division
- 1960 7e
Second Division
- 1961 10e
Second Division
- 1962 15e
Second Division
- 1963 20e
Second Division
- 1964 4e
Second Division
- 1965 18e
Second Division
- 1966 16e
Second Division
- 1967 19e
Second Division
- 1968 15e
Second Division
- 1969 3e
Second Division
- 1970 20e
Second Division
- 1971 20e
Second Division
- 1972 21e
Second Division
- 1973 11e
Third Division
- 1974 14e
Third Division
- 1975 3e
Third Division
- 1976 9e
Second Division
- 1977 7e
Second Division
- 1978 17e
Second Division
- 1979 17e
Second Division
- 1980 22e
Second Division
- 1981 3e
Third Division
- 1982 13e
Second Division
- 1983 17e
Second Division
- 1984 13e
Second Division
- 1985 17e
Second Division
- 1986 2e
Second Division
- 1987 19e
First Division
- 1988 17e
First Division
- 1989 14e
First Division
- 1990 19e
First Division
- 1991 16e
Second Division
- 1992 7e
Second Division
- 1993 12e
First Division
- 1994 11e
First Division
- 1995 15e
First Division
- 1996 6e
First Division
- 1997 15e
First Division
- 1998 4e
First Division
- 1999 18e
Premier League
- 2000 1e
Second Division
- 2001 9e
Premier League
- 2002 14e
Premier League
- 2003 12e
Premier League
- 2004 7e
Premier League
- 2005 11e
Premier League
- 2006 13e
Premier League
- 2007 19e
Premier League
- 2008 11e
Championship
- 2009 24e
Championship
- 2010 4e
League One
- 2011 13e
League One
- 2012 1e
League One
- 2013 9e
Championship
- 2014 18e
Championship
- 2015 12e
Championship
- 2016 22e
Championship
- 2017 13e
League One
- 2018 6e
League One
- 2019 3e
League One
- 2020 22e
Championship
- 2021 7e
League One
- 2022 13e
League One
- 2023 10e
League One
- 2024 16e
League One
- 2025 4e
League One

- First Division
- Second Division
- Third Division
- Premier League
- Championship
- League One

ⓘ In 1992 invoering van de Premier League en opheffing van de Fourth Division; in 2004 opheffing van de First, Second en Third Division.

## Bekende (oud-)spelers
- Steve Barbé
- Shaun Bartlett
- Darren Bent
- Marcus Bent
- Mark Bowen
- Lee Bowyer
- Yoni Buyens
- Gary Doherty
- Jason Euell
- Jóhann Berg Guðmundsson
- Jimmy Floyd Hasselbaink
- Matt Holland
- Hermann Hreiðarsson
- Matt Jackson
- Francis Jeffers
- Claus Jensen
- Jonatan Johansson
- Gerrit Keizer
- Mark Kinsella
- Anıl Koç
- Christophe Lepoint
- Kevin Lisbie
- Ademola Lookman
- Franck Moussa
- Danny Murphy
- Oguchi Onyewu
- Chris Powell
- Scott Parker
- Piotr Parzyszek
- Dennis Rommedahl
- Yaya Sanogo
- Jonjo Shelvey
- Allan Simonsen
- Graham Stuart
- Ricardo Vaz Tê
- Igor Vetokele